# Saqueo de Roma (410)
El saqueo de Roma fue un suceso ocurrido en el mes de agosto del año 410. Se enmarca dentro de la segunda invasión de Italia llevada a cabo por Alarico.
La ciudad de Roma había sido asediada ya dos veces desde el inicio de la invasión y siempre con el objetivo de utilizarla como rehén y forzar así un acuerdo con el gobierno de Honorio. El fracaso en esta estrategia llevó a un tercer asedio y al saqueo final de la misma. Este duró tres días y se sustanció en el robo de objetos de manera que no afectó significativamente a los edificios. Las víctimas mortales no fueron excesivas aunque se contaron por cientos.
El saqueo no fue una victoria decisiva en la guerra y los visigodos tuvieron que seguir con su búsqueda de un asentamiento legal dentro del territorio romano que no conseguirían hasta el 418. En cambio, sí que tuvo consecuencias intelectuales al perder Roma y su Imperio el aura de invencibilidad y eternidad. Esto llevó, también, a una disputa entre seguidores del paganismo y el cristianismo sobre si la adopción de esta nueva religión había sido la causa del desastre.

## Antecedentes

### La lucha de Alarico y sus godos por un asentamiento
En el 398 y después de tres años de guerra contra el Imperio romano, Alarico había conseguido un asentamiento legal para sus godos dentro de las fronteras del Imperio oriental que les daba el control de la prefectura de Ilírico oriental. Aparte de ellos, otros tres grupos de godos comandados por Tribigildo, Fravitta y Gainas, respectivamente, también habían obtenido un lugar dentro de la estructura del Imperio. De hecho, el último logró convertirse en el gobernante de facto de la corte de Constantinopla a finales del año 399. Sin embargo, una exitosa reacción anti-goda iniciada en julio del siguiente año consiguió eliminar su influencia dentro de la estructura de mando del Imperio. Parte de los seguidores de Gainas fueron asesinados y el resto tuvo que huir al norte del Danubio donde los hunos les atacaron y dieron muerte a su líder.
Ante esta situación, Alarico juzgó que tanto él como sus seguidores se enfrentaban a un futuro incierto dentro del Imperio oriental. Su reacción fue buscar un lugar para su pueblo dentro de la mitad occidental y para ello invadió Italia en el año 401. Fracasó en su intento ya que, tras dos años de guerra, Estilicón consiguió expulsarlos de sus fronteras.
En el otoño del 408 se le presentó a Alarico una coyuntura favorable. Estilicón había sido ejecutado, el Imperio occidental estaba dividido en dos por la usurpación de Constantino de Britania y parte de él invadido por alanos, vándalos y suevos. Decidió, entonces, intentar de nuevo la aventura en la que había fracasado cinco años antes y al frente de un ejército de 30 000 visigodos, invadió Italia por segunda vez.

### La estrategia de Alarico en Italia

Fragmentación del Imperio occidental semanas antes del saqueo de Roma en el año 410. Tras pasar por su momento más crítico, Honorio consiguió conservar África y defender Rávena. Se negó, entonces, a acceder a las peticiones de Alarico aunque esto significase la caída de Roma.
Zonas de control:
Honorio
Constantino de Britania
Máximo de Hispania
Átalo y Alarico
Britanorromanos
Bagaudas
Alanos, suevos y vándalos

Alarico buscó forzar al gobierno de Honorio para que les concediese un asentamiento y estatus legal dentro de las fronteras imperiales. Como el emperador y su gobierno se encontraban en la casi inexpugnable Rávena, optó por atacar la ciudad de Roma con el objetivo de que se accediese a sus peticiones a cambio de salvarla. De esta manera, un primer asedio en el 408 fue levantado bajo la promesa de un acuerdo con ellos, algo que la corte de Rávena, finalmente, no cumplió. Esto llevó a un segundo asedio al siguiente año 409 en el que Alarico cambió de estrategia e hizo nombrar a un emperador alternativo. Este debería servir para deponer a Honorio y acceder a sus condiciones o bien para usarse como moneda de cambio en una negociación con el gobierno de Rávena.
Prisco Átalo era el prefecto de Roma cuando los visigodos hicieron que lo nombrasen emperador como condición para levantar el asedio al que tenían sometido a la ciudad. Una vez investido, nombró a Alarico como magister peditum, a Valente como magister equitum y a Ataúlfo como comes domesticorum equitum. Al nuevo gobierno se le presentaron dos desafíos principales: controlar la diócesis de África para asegurar el suministro de cereales a la ciudad y deponer a Honorio quien se mantenía con su gobierno en Rávena. Átalo, en contra de la opinión de Alarico, optó por concentrar el esfuerzo militar en asediar Rávena mientras que se enviaba un pequeño contingente de soldados romanos a África, parece ser que, también, por el temor a que esta diócesis quedase bajo control de los visigodos.
El usurpador y los visigodos fracasaron en sus esfuerzos. Únicamente las provincias peninsulares de Italia Suburbicaria se pasaron a Átalo mientras que de Italia Anonaria solo se consiguió la obediencia de Aemilia y Liguria tras subyugarlas militarmente. Rávena, por su parte, consiguió resistir el asedio de los visigodos que tuvieron que retirar el ejército a Rímini. Lo peor, sin embargo, fue que no pudieron controlar África donde Heracliano se mantuvo fiel a Honorio y cortó el suministro de cereales a Roma. En esta situación, el hambre se extendió en la ciudad donde sus habitantes llegaron a pedir en el circo pretium impone carni humanae (poner un precio a la carne humana).
Las desavenencias entre Alarico y Átalo llevaron, finalmente, a que el visigodo lo hiciese venir a Rímini y lo depusiese públicamente. Tras esto, se intentó un nuevo acercamiento diplomático a Honorio y se acordó un encuentro entre él y Alarico a 10 km de Rávena. Alarico se desplazó allí con un grupo de guerreros y esperó la llegada del emperador. Sin embargo, fue atacado por Saro y sus hombres. Este era un líder godo que había desertado del grupo de Alarico durante su primera invasión de Italia y se había puesto al servicio romano. También abandonó a Estilicón y durante la guerra había permanecido neutral hasta que fue atacado por Ataúlfo lo que le hizo unirse al bando de Honorio. Alarico y Ataúlfo pudieron huir y salir indemnes del ataque aunque consideraron que Saro no habría podido actuar sin el consentimiento del gobierno de Rávena y enfurecieron por ello. Alarico dio por inútil buscar una salida negociada y lleno de ira dirigió a su ejército a Roma dispuesto a saquearla.

## Asedio y saqueo

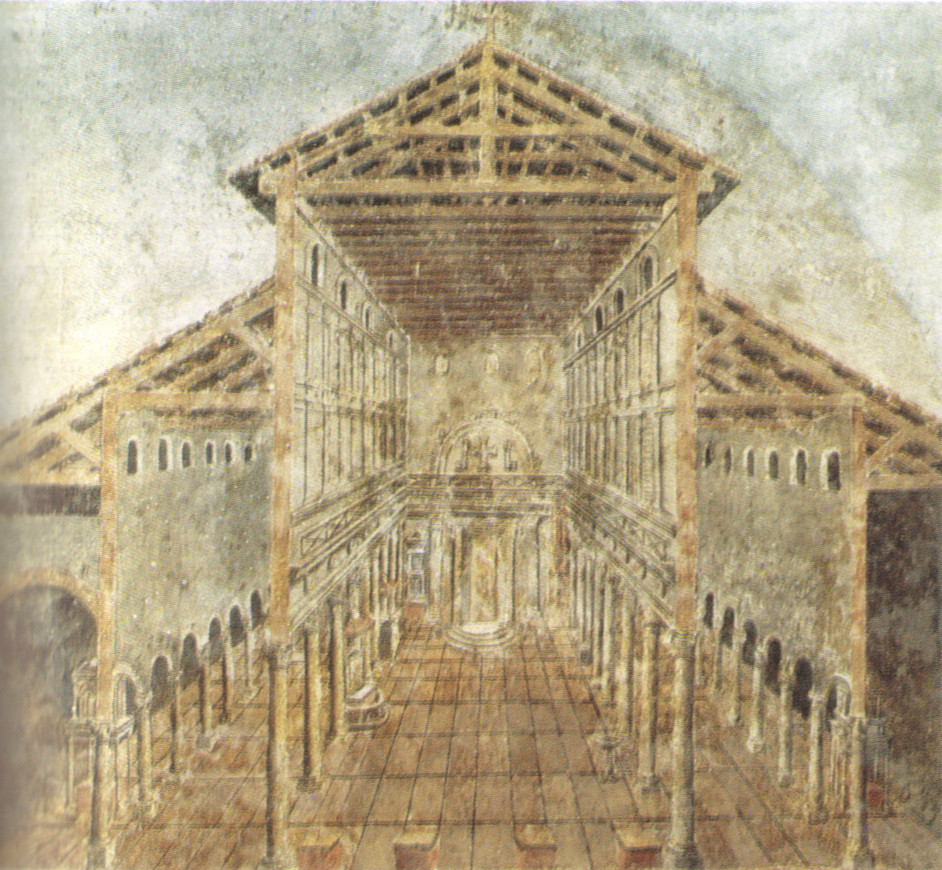
Aspecto de la basílica de San Pedro en el. Durante el saqueo de Roma, Alarico le dio inmunidad y a quienes se refugiasen en ella.

Las autoridades de Roma tuvieron que tener noticias de lo sucedido junto a Rávena y la reacción de Alarico. Por ello, y viendo que el ejército visigodo se dirigía a la ciudad, cerraron las puertas de la misma. Por tercera vez en dos años quedó bajo asedio aunque ahora sus posibilidades de resistir eran nulas. Llevaban ya varias semanas con escasez de alimentos debido al bloqueo de Heracliano y no podían esperar ninguna ayuda desde la corte imperial. Aunque forzosos, habían sido aliados de los visigodos y la base de poder sobre la que se sustentó el usurpador Prisco Átalo.
Alarico no ofreció ninguna negociación salvo declarar la inmunidad de las basílicas de San Pedro y la de San Pablo donde no serían perseguidos quienes se refugiasen en ellas. A los pocos días, el 24 de agosto del 410, la puerta Salaria se abrió desde dentro y los visigodos entraron en la ciudad. Hay dos versiones —ambas poéticas— sobre quien fue el responsable. Una describe que esclavos godos regalados por Alarico a varios aristócratas tenían la orden secreta de facilitar el paso a la ciudad en el caso de que se volviese a ponerla bajo asedio. La otra, indica que una prestigiosa dama romana —Anicia Faltonia Proba viuda de Sexto Petronio Probo— ordenó a sus sirvientes que lo hiciesen para ahorrar, así, el sufrimiento de un largo asedio a la población.
El saqueo se limitó, en gran medida, al robo de bienes muebles y los daños en construcciones fueron limitados. Estos se produjeron en la zona de la puerta Salaria, y el barrio del Aventino. Los visigodos mostraron su fe cristiana y respetaron los edificios de culto aunque esto no evitó que un gran copón hecho con 918 kg de plata fuese robado en el Palacio de Letrán. Parece ser —según Procopio— que también fue robado el tesoro del tempo de Jerusalén que los romanos habían saqueado en el año 70.
Durante el tiempo en que los visigodos permanecieron dentro de la ciudad no hubo ninguna matanza generalizada aunque las víctimas mortales entre la población fueron numerosas y se contaron por cientos. Redujeron a la esclavitud a un buen número que utilizaron para transportar lo robado y después de tres días abandonaron la ciudad. Con ellos se llevaron, también, a Gala Placidia —la hermana de Honorio— y a Prisco Atalo quienes ya estaban bajo su custodia antes del asedio.

## Consecuencias

### Militares y políticas

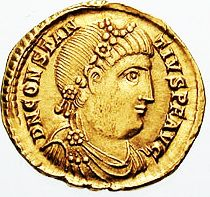
Flavio Constancio. Tras el desastre de la caída de Roma surgió como nuevo comandante del ejército y consiguió dar la vuelta a la evolución de la guerra contra los godos.

El saqueo de Roma se califica como un «intenso anticlimax para Alarico».
Fue la consecuencia final del fracaso en su estrategia de extorsión a Honorio. Durante dos años en Italia, los visigodos habían utilizado el asedio de la ciudad como medio para obtener un estatus legal y un territorio propio dentro del Imperio. Con el primero, obtuvieron una promesa de Rávena que luego no fue cumplida mientras que, con el segundo, elevaron a un emperador alternativo que fracasó en su intento de deponer a Honorio. En ambos casos podrían haber tomado la ciudad si hubieran querido pero, entonces, habría perdido su valor como moneda de cambio. Cuando Alarico constató que el gobierno de Rávena prefería dejarla caer antes que acceder a sus peticiones perdió su sentido como elemento en la negociación. El líder debía dar una recompensa a sus seguidores por los dos años que le habían seguido fielmente y mantener, así, la cohesión de un grupo tan heterogéneo (sus seguidores originales, los de Ataúlfo, los godos llegados con Radagaiso y los esclavos romanos liberados) y esta no fue otra que el saqueo ordenado de la ciudad durante tres días.
Alarico sabía que aunque se apropiase por la fuerza de un territorio dentro Italia o Dalmacia, tarde o temprano el Imperio recuperaría su estabilidad y fuerza militar que emplearía para destruirlos. Solo un acuerdo entre ambos proporcionaría a los visigodos tranquilidad en el futuro. Su fracaso los dejó con todas las riquezas de Roma pero sin un lugar donde gastarlas y él siguió siendo rey de los visigodos pero sin reino. Su estrategia tuvo que cambiar, entonces, a pasar a la prefectura de África donde accederían a sus riquezas y valor estratégico además de estar en un territorio fácilmente defendible.
Aunque Roma ya no tenía el valor dentro del Imperio que un día disfrutó —primero Milán y luego Rávena la habían sustituido como centro político— su caída también significó para el gobierno de Honorio el fracaso final de la política millitar que había seguido desde la caída de Estilicón. No habían sabido designar a un sustituto adecuado y sus sucesores al frente del ejército (Varanes, Turpilio, Alóbico y Valente) no fueron capaces de organizar una respuesta al desafío visigodo. De hecho, cuando se produjo el saqueo, el puesto de magister militum estaba vacante. En este contexto fue cuando, desde la más absoluta oscuridad, surgió la figura de Flavio Constancio (un antiguo compañero de Estilicón) quien tomaría las riendas del ejército y conseguiría hacer salir al Imperio de la profunda crisis en la que se encontraba aunque sin poder, tampoco, expulsar a los visigodos.

### Intelectuales

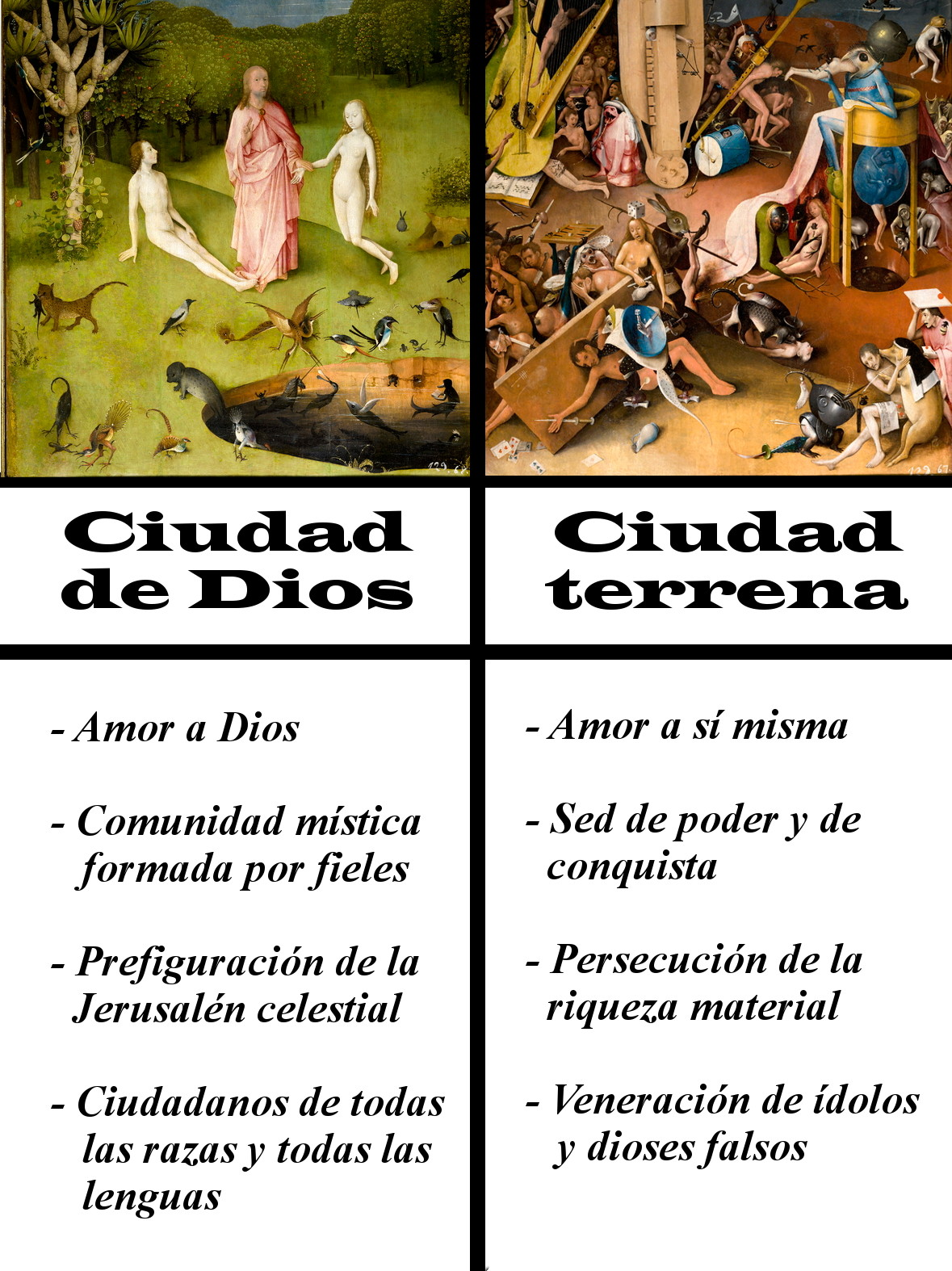
Agustín de Hipona desarrolló el concepto de La ciudad de Dios ante la reacción al saqueo de Roma.

Quizá las consecuencias intelectuales fueron más profundas. El rumor de la noticia se extendió por todo el ámbito romano y luego fue confirmado por los habitantes de la ciudad que buscaron refugio en otros lugares del Imperio. El aura de invencibilidad y eternidad del Imperio romano quedó rota y fueron conocidas las reflexiones de Jerónimo de Estridón quien vivía, entonces, en Jerusalén: «mi voz se ahoga en mi garganta y cuando escribo mis lagrimas empañan el texto. La ciudad que había conquistado el mundo entero, ha sido conquistada.».
En el ámbito religioso surgió un debate sobre el motivo de que la ciudad no hubiese sido protegida por el poder divino. Aristócratas huidos a África lo achacaron a la sustitución de las antiguas creencias y ritos paganos por la nueva religión cristiana. Agustín de Hipona desplegó contra ellos toda su capacidad intelectual que se reflejó en su magna obra La ciudad de Dios. En ella arguyó que los antiguos dioses romanos tampoco la habían protegido y desarrolló la idea de las «dos ciudades»: la terrenal —Roma— que estaba llamada a desaparecer algún día al igual que cualquier otra ciudad o Imperio; y la celestial que sí era eterna y la única a la que los cristianos debían observar lealtad.